# Cestoda
Los cestodos (Cestoda, del latín cestum, "cinta", y del griego clasico εἶδος (eîdos), "apariencia") son una clase del filo platelmintos que agrupa unas 4000 especies, casi todas ellas parásitas, como las tenias y otros gusanos acintados. Tienen ciclos biológicos complejos que involucran varios huéspedes, incluidos los humanos.
Son endoparásitos en el tubo digestivo de los vertebrados y ectoparásitos, con el cuerpo en forma de cinta constituido de una serie de segmentos llamados proglótidos o proglótides. No tiene aparato digestivo.

## Características
Los cestodos son platelmintos profundamente modificados por su adaptación a la vida parásita. Son extremadamente variables debido a la gran especialización de estos parásitos a su hospedador. Carecen de aparato circulatorio y digestivo, alimentándose absorbiendo los nutrientes a través de la piel.
Puede llegar a medir más de 5 metros y se caracteriza por la presencia de las siguientes partes:
- El escólex, "cabeza" o extremidad cefálica.
- El cuello, zona germinal o proliferativa de las proglótides.
- El estróbilo o "cuerpo", formado por eslabones de proglótides, desde el cuello hasta la extremidad distal.

El escólex está provisto de órganos de fijación como ganchos y ventosas para fijarse a la mucosa intestinal y puede poseer o no una extremidad retráctil llamada rostelo.
El estróbilo tiene forma de cinta de aspecto segmentado, formado de una sucesión continua de proglótides. Desde la base del escólex, las proglótides del estróbilo quedan encadenadas de modo que las más antiguas o maduras van quedando en la parte posterior del estróbilo. Las proglótides cercanas al escólex son inmaduros, ya que van creciendo paulatinamente en tamaño (formando un aparato reproductor masculino y femenino completo), a medida que van siendo alejadas del escólex por la formación de nuevos proglótides inmaduros. De esta forma se pueden observar los distintos estados de maduración dentro del estróbilo, como si se hubiera recogido una serie de fotogramas de su desarrollo.
Aunque el estróbilo es una secuencia repetitiva de proglótides, éstas no son equivalentes a los anillos, segmentos o metámeros de los otros filos de gusanos (como los anélidos) porque no derivan del celoma y solo se repiten determinados órganos. Esto se conoce como seudometamería o falsa metamería.

## Reproducción

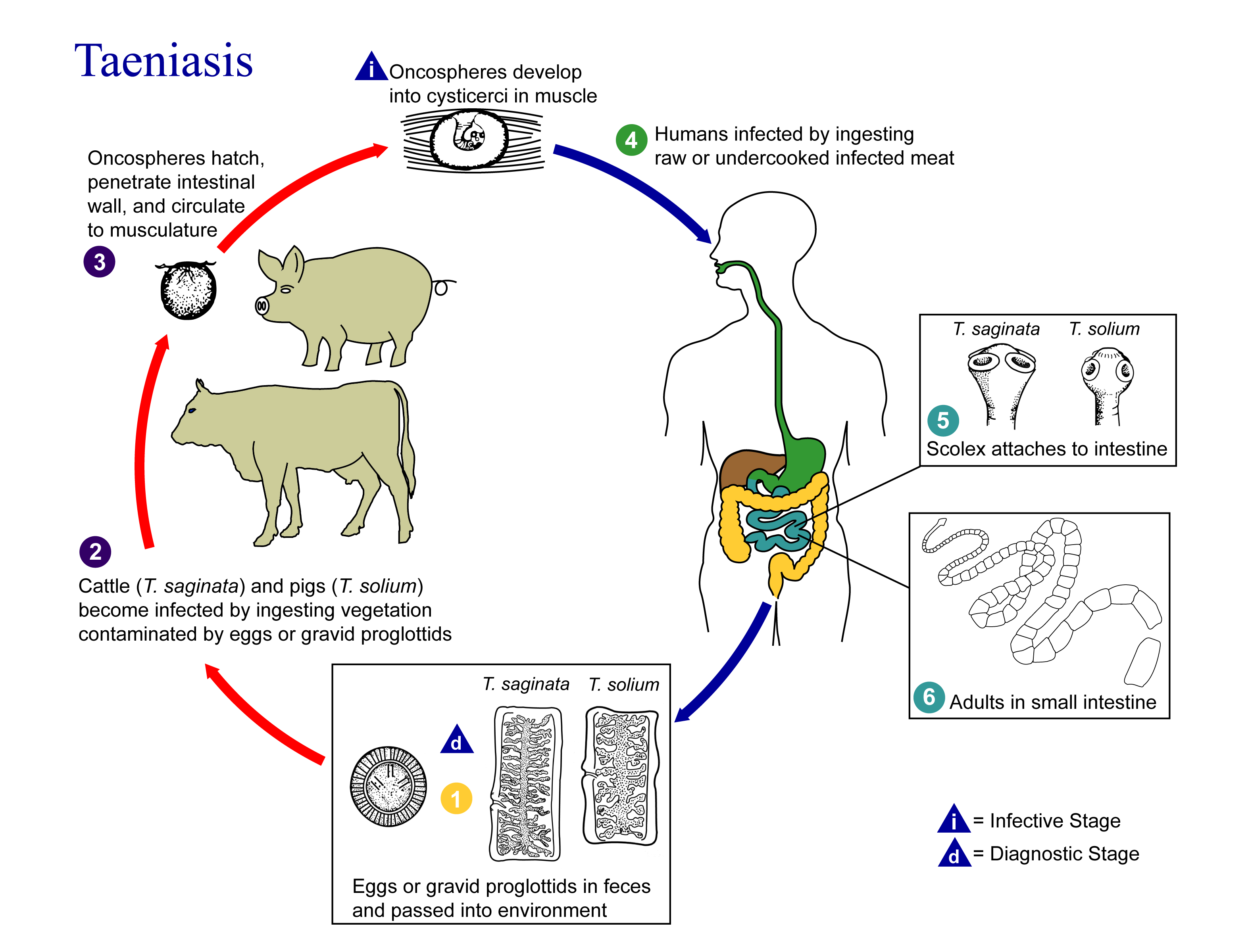
Ciclo biológico de Taenia.

La proglótide madura en sí misma, es un ser hermafrodita que puede autofecundarse, fecundarse de forma cruzada con proglótides del mismo cestodo, o de otro cestodo. Una vez fecundadas, forman huevos, que generalmente no se expulsan y se acumulan en el útero, que puede evolucionar de diferentes formas. De este modo se convierte paulatinamente en una proglótide grávida, que estará ya en la parte posterior del estróbilo. Generalmente, una vez es completamente grávida la proglótide, se desprende, y es expulsada con las heces de su hospedador. En este momento, la proglótide sigue viva, y en muchas especies tiene autonomía y movilidad propia considerables (excepto en Taenia solium), que la permite alejarse de las heces para facilitar la dispersión de los huevos, cuando el anillo finalmente muera y se disgregue en el medio ambiente. 
A raíz de esto podría considerarse que cada proglótide es un individuo independiente y el cestodo una simple colonia de proglótides. En cierto modo lo es, pero las proglótides comparten un sistema excretor y nerviosos rudimentario, que también inerva el escólex, y por tanto se trata como un único individuo.

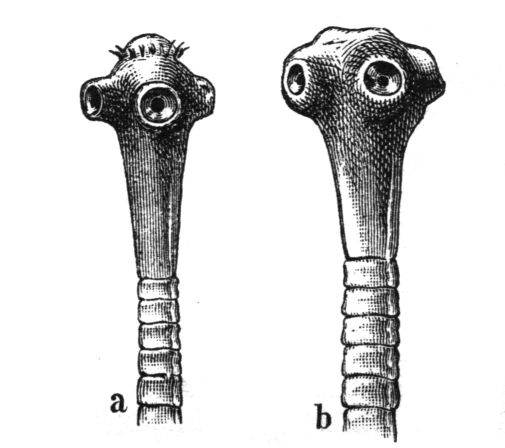
a) Taenia solium, b) Taenia saginata.

Los cestodos son todos parásitos intestinales en su fase adulta, salvo contadas excepciones como Stilesia hepatica. Tienen un ciclo complejo, usualmente con dos hospedadores (denominados intermediario y definitivo), de modo que los huevos eliminados por los cestodos adultos forman una larva en los tejidos de un hospedador de una especie generalmente diferente. No obstante son capaces de parasitar a huéspedes son opcionales o adicionales a los principales en su ciclo biológico; a estos hospedadores se les denomina paraténicos.
Las fases intermedias adoptan distintos tipos que se denominan, según sus características: 
- Oncosfera o hexacanta: ciliada, esférica, y está provista de tres pares de ganchos.
- Cisticerco: de tipo vesicular con contenido líquido y con un solo escólex.
- Cisticercoide: con un solo escólex, pero sin vesícula.
- Cenuro: vesicular, de mayor tamaño que el cisticerco y con alrededor de cien escólex.
- Hidátide: vesicular y con miles de escólex en su interior.
- Estrobilocerco: escolex con una pequeña estrobila.
- Procercoide: alargado, con un apéndice evaginable en un extremo y una dilatación esférica con 6 ganchos en el otro.
- Pleurocercoide: procercoide modificado que ha perdido la dilatación esférica con los ganchos y desarrolla un escólex en su porción evaginable.

## Especies de importancia
- Taenia solium. En su fase adulta, es un parásito intestinal del hombre, mientras que su cisticerco (fase larvaria) infesta la musculatura del cerdo, el cual ingiere los huevos eliminados con las heces de las personas parasitadas. Esta especie en particular es bastante peculiar porque el metacestodo también puede formarse en el ser humano, que puede ser a la vez hospedador definitivo e intermediario.
- Taenia saginata. Taenia del hombre en su fase adulta. Su forma larval se hospeda en el ganado vacuno.
- Echinococcus granulosus. Taenia del perro en su fase adulta, y que en el hombre produce la hidatidosis al ser uno de los hospedadores intermediarios de su forma larval, en este caso un hidátide.
- Dyphillobothrium latum. Mide hasta 15 m de largo; escólex con dos ventosas; su ciclo involucra crustáceos, peces y mamíferos ictiófagos (incluyendo al hombre).